# James Daniel Maddison
James Daniel Maddison més conegut com a Maddison, és un jugador de futbol anglès. Va néixer a Coventry (Gran Bretanya), al 23 de novembre de 1996 i te ascendència Irlandesa de part del seu avi.En la temporada 23/24 juga com a migcampista al Tottenham Hotspur Football Club de la Premier League.

## Trajectòria
Maddison va jugar a les categories inferiors de Coventry City. En la temporada 13/14 va formar part de la banqueta del Coventry City, però no va debutar en la Football League One. L’equip anglès, aquella temporada, va quedar 18è fent un total de cinquanta un punts, ja que va guanyar setze partits, en va empatar tretze partits i en va perdre diset partits.
En la temporada 14/15 el 13 d’agost, Maddison va debutar en el partit contra el Cardiff City entrant en la segona part on l’equip de Coventry perdia 2-1i es disputava la primera ronda de la Copa de la Lliga d’Anglaterra.El seu primer gol va ser al 21 d’octubre on es disputava un partit contra l'Oldham Athletic, el partit va quedar 4-1, on l’Oldham es va endur els tres punts per haver guanyat la jornada.
Aquella temporada va acabar jugant divuit partits marcant dos gols i donant dos assistències.

## Norwich City i cessions
Maddison va fitxar pel Norwich City, que participava en la Premier League, l’1 de febrer de 2016, firmant un contracte d’una duració de tres anys i mig. Immediatament se'n va anar cedit al Coventry City. Va romandre al Coventry tot el que resta de temporada.
La seva segona temporada amb el Coventry City va marcar un total de tres gols i va realitzar tres assistències en vint i quatre partits.
En finalitzar la seva cessió amb el Coventry City va tornar al Norwich, on va debutar el 23 d’agost d’aquella temporada, on va fer dos assistències per endur-se la victòria contra el Coventry City per 6-1, el club on va créixer. Aquesta victòria va fer possible que le Norwich passes de ronda en la copa de la lliga anglesa. En aquella temporada el Norwich es preparava per afrontar la English Football Championship després de baixar de divisió.
El 31 d’agost de 2016 Maddison va ser cedit l'Aberdeen de la Scottish Premiership per la meitat de la temporada. En període de cessió, Maddison va marcar dos gols i va fer set assistències en 17 partits.
Amb l’arribada del nou entrenador, Daniel Farke, en la temporada 2017/18, Maddison va ser més recurrent aconseguint ser anomenat com a millor jugador del Norwich durant aquella temporada i sent nominat a millor jugador jove de la Championship, a part de formar part de l’equip ideal. Aquella temporada va registrar quince gols i once assistències en quaranta nou partits.

## Leicester City
El 20 de juny del 2018, Maddison es va convertir en nou jugador del Leicester City de la Premier League, signant per cinc anys i comprat per una suma desconeguda, que girava al voltant dels 20 milions de lliures esterlines. Claude Puel, entrenador del Leicester va definir el seu fitxatge com "un meravellós jugador i un dels talents joves més emocionants del futbol anglès". El debut de Maddison va ser el 10 d’agost de 2018, on va jugar sortint de titular jugant un total de 63 minuts, sent substituït per Vardy que minuts després marcaria l’ùnic gol del Leicester contra el Machester United. El partit va acabar 2-1 on el Mancester United es va endur la victòria.En el següent partit va marcar el seu primer gol amb el Leicester en la victòria per 2-0 davant el Wolverhampton Wanderers. Maddison va ser anomenat com a “home del partit”.
La seva primera temporada amb Leicester va marcar set gols i assistir set vegades en 36 partits de lliga.
A la temporada 2020-21, al setembre va guanyar el premi a millor gol del mes, després de marcar un gol de mitjana distància a la victòria 5-2 contra el Manchester City.
Al final d'aquella temporada, James Maddison va guanyar el primer títol de la seva carrera, va ser la FA Cup 1-0 contra el Chelsea.

## Tottenham
L’estiu del 2023 Maddison es va convertir en nou jugador del Tottenham firmant un contracte fins a l’estiu de 2028, el cost total del fitxatge és de 45 milions de lliures esterlines. Maddison va debutar el 18 de juliol del 2023 al partit amistós de pretemporada contra el West Ham. El partit va finalitzar amb un 3-2 on el West Ham es va proclamar campió. El mes d’agost va ser anomenat com a jugador del més de la Premier League.

## Selecció Nacional
Ha jugat amb la categoria sub-21 de la selecció de futbol d'Anglaterra amb la qual ha disputat nou partits realitzant un gol, el qual el va marcar durant l'Eurocopa Sub-21 de 2019. La seva bona arrencada de campanya a la seva primera temporada amb el Leicester City li va valer per ser convocat amb la selecció absoluta l'octubre del 2018 per disputar els partits de la Lliga de les Nacions de la UEFA contra Croàcia i Espanya, però no va arribar a debutar.
Després de diverses convocatòries més amb l'absoluta sense arribar a jugar, el 14 de novembre de 2019 va debutar a la victòria d'Anglaterra per 7 a 0 davant Montenegro en partit de classificació per a l'Eurocopa 2020, després de substituir Alex Oxlade-Chamberlain al minut 56.

## Palmarès
Leicester FC
- Copa anglesa: 2020-21
- Community Shield: 2021

Tottenham Hotspur FC
- Lliga Europa de la UEFA: 2024–25[27]